# ديفيد إف. ليفي
ديفيد إف. ليفي (بالإنجليزية: David F. Levi)‏ هو محامي وقاضي أمريكي، ولد في 29 أغسطس 1951 في شيكاغو في الولايات المتحدة.